# セーブポイント (野球)
セーブポイント（略記：SP）とは、野球における投手記録のひとつで、セーブと救援勝利を合計したもの。
日本プロ野球では1976年から2004年まで使用され、現在は公式記録から廃止されている。

## 概要
チームへの貢献は高いが適切な評価を受けていなかった救援投手のために考案された。セーブは抑え投手、救援勝利は中継ぎ投手を評価したもので、これらの合計を救援投手の実績と考えてSPを公式記録に導入した。
日本プロ野球では、セントラル・リーグが1976年から2004年まで、パシフィック・リーグが1977年から2004年まで、最も多くのSPを記録した投手に最優秀救援投手のタイトルを与えていた。
これは、当時のリリーフ専門投手が2～3イニング、場合によってはそれ以上といったロングリリーフでの起用や、同点の場面での登板が多かったことに起因するものである。1974年に、ダブルヘッダーの第1試合は延長なし、また延長戦の場合に新しいイニングに入らない制限時間が3時間に短縮されるという規定が導入されて、引き分け試合が従来の約2倍に増加したこともあり、セーブ数のみでリリーフ投手を正当に評価するのは困難であるという見地から、セーブ導入からわずか2年後に公式記録に導入されたものであった。
しかし、セーブに比べて救援勝利は少ないため、最優秀救援投手は抑え投手ばかりが受賞することになった。さらに1988年より両リーグで延長戦なしの時間制限規定が撤廃されたことにより、同点の場面での抑え投手投入が次第に減少、1990年頃から抑え投手はセーブが記録される場面のみの登板が増える傾向にあった。そのうえ、1990年代半ばにはまだ抑え投手が1試合で2イニング近く投げる傾向が多く、たまに同点の場面での起用があったものが、2000年頃には全12球団が最終回の1イニング限定、セーブがつく場面のみで登板させるようになった。そのために抑え投手の救援勝利が救援に失敗したために記録されるケースが頻繁にみられるようになった。
これらの事情からSPの評価方法見直しの声が高まったことにより、2005年からは、抑え投手はセーブが最多の選手を「最多セーブ投手」として、中継ぎ投手はホールドポイントが最多の選手を「最優秀中継ぎ投手」として表彰することとなり、セーブポイントは公式記録から廃止された。

## セーブポイントに関する個人記録

### 通算記録
| 順位 | 選手名     | SP  | 順位 | 選手名             | SP  |
| ---- | ---------- | --- | ---- | ------------------ | --- |
| 1    | 佐々木主浩 | 289 | 11   | 大塚晶則           | 151 |
| 1    | 高津臣吾   | 289 | 12   | 郭源治             | 141 |
| 3    | 鹿取義隆   | 216 | 13   | 佐々岡真司         | 136 |
| 4    | 江夏豊     | 210 | 14   | 豊田清             | 134 |
| 5    | 大野豊     | 192 | 15   | ロドニー・ペドラザ | 129 |
| 5    | 小林雅英   | 192 | 16   | 角盈男             | 128 |
| 7    | 赤堀元之   | 191 | 17   | 河本育之           | 127 |
| 8    | 山本和行   | 190 | 18   | エディ・ギャラード | 126 |
| 9    | 斉藤明夫   | 188 | 19   | 鈴木孝政           | 121 |
| 10   | 牛島和彦   | 154 | 20   | 中西清起           | 119 |

### シーズン記録
| 順位 | 選手名     | 所属球団                   | SP | 記録年 |
| ---- | ---------- | -------------------------- | -- | ------ |
| 1    | 佐々木主浩 | 横浜ベイスターズ           | 46 | 1998年 |
| 2    | 郭源治     | 中日ドラゴンズ             | 44 | 1988年 |
| 2    | 豊田清     | 西武ライオンズ             | 44 | 2002年 |
| 4    | 平井正史   | オリックス・ブルーウェーブ | 42 | 1995年 |
| 4    | 五十嵐亮太 | ヤクルトスワローズ         | 42 | 2004年 |
| 6    | 佐々木主浩 | 横浜ベイスターズ           | 41 | 1997年 |
| 7    | 山本和行   | 阪神タイガース             | 40 | 1982年 |
| 7    | 石本貴昭   | 近鉄バファローズ           | 40 | 1986年 |
| 7    | 津田恒実   | 広島東洋カープ             | 40 | 1989年 |
| 7    | 豊田清     | 西武ライオンズ             | 40 | 2003年 |

### 連続試合記録
| 選手名   | 所属球団             | 記録   | 開始日        | 終了日         |
| -------- | -------------------- | ------ | ------------- | -------------- |
| 小林雅英 | 千葉ロッテマリーンズ | 33試合 | 2002年5月21日 | 2002年10月17日 |